# Cúp quốc gia Scotland 1961–62
 Cúp quốc gia Scotland 1961–62 là mùa giải thứ 77 của giải đấu bóng đá loại trực tiếp uy tín nhất Scotland. Chức vô địch thuộc về Rangers khi đánh bại St Mirren trong trận Chung kết.

## Vòng Một
| Đội nhà              | Tỉ số | Đội khách       |
| -------------------- | ----- | --------------- |
| Celtic               | 5 – 1 | Cowdenbeath     |
| Dunfermline Athletic | 5 – 1 | Forfar Athletic |
| East Fife            | 3 – 1 | Gala Fairydean  |
| Falkirk              | 1 – 2 | Rangers         |
| Motherwell           | 4 – 0 | Dundee United   |
| Partick Thistle      | 2 – 2 | Hibernian       |
| Aberdeen             | 5 – 2 | Airdrieonians   |
| Arbroath             | 2 – 1 | Peterhead       |
| Ayr United           | 3 – 4 | Clyde           |
| Berwick Rangers      | 2 – 6 | Third Lanark    |
| Eyemouth United      | 1 – 3 | Montrose        |
| Hamilton Academical  | 3 – 1 | Elgin City      |
| Raith Rovers         | 1 – 1 | Queen’s Park    |

### Đấu lại
| Đội nhà      | Tỉ số | Đội khách       |
| ------------ | ----- | --------------- |
| Hibernian    | 2 – 3 | Partick Thistle |
| Queen’s Park | 1 – 4 | Raith Rovers    |

## Vòng Hai
| Đội nhà              | Tỉ số | Đội khách          |
| -------------------- | ----- | ------------------ |
| Alloa Athletic       | 1 – 2 | Raith Rovers       |
| Brechin City         | 1 – 6 | Kilmarnock         |
| Clyde                | 2 – 2 | Aberdeen           |
| Dumbarton            | 2 – 3 | Ross County        |
| Dundee               | 0 – 1 | St Mirren          |
| Dunfermline Athletic | 9 – 0 | Wigtown & Bladnoch |
| East Fife            | 1 – 0 | Albion Rovers      |
| Hamilton Academical  | 0 – 2 | Third Lanark       |
| Inverness Caledonian | 3 – 0 | East Stirlingshire |
| Greenock Morton      | 1 – 3 | Celtic             |
| Motherwell           | 4 – 0 | St Johnstone       |
| Queen of the South   | 0 – 2 | Stenhousemuir      |
| Rangers              | 6 – 0 | Arbroath           |
| Stirling Albion      | 3 – 1 | Partick Thistle    |
| Stranraer            | 0 – 0 | Montrose           |
| Vale of Leithen      | 0 – 5 | Hearts             |

### Đấu lại
| Đội nhà  | Tỉ số  | Đội khách |
| -------- | ------ | --------- |
| Aberdeen | 10 – 3 | Clyde     |
| Montrose | 0 – 1  | Stranraer |

## Vòng Ba
| Đội nhà              | Tỉ số | Đội khách            |
| -------------------- | ----- | -------------------- |
| Aberdeen             | 2 – 2 | Rangers              |
| Dunfermline Athletic | 0 – 0 | Stenhousemuir        |
| Kilmarnock           | 7 – 0 | Ross County          |
| Raith Rovers         | 1 – 1 | St Mirren            |
| Stirling Albion      | 4 – 1 | East Fife            |
| Stranraer            | 1 – 3 | Motherwell           |
| Third Lanark         | 6 – 1 | Inverness Caledonian |
| Hearts               | 3 – 4 | Celtic               |

### Đấu lại
| Đội nhà       | Tỉ số | Đội khách            |
| ------------- | ----- | -------------------- |
| Stenhousemuir | 0 – 3 | Dunfermline Athletic |
| Rangers       | 5 – 1 | Aberdeen             |
| St Mirren     | 4 – 0 | Raith Rovers         |

## Tứ kết
| Đội nhà         | Tỉ số | Đội khách            |
| --------------- | ----- | -------------------- |
| Celtic          | 4 – 4 | Third Lanark         |
| Kilmarnock      | 2 – 4 | Rangers              |
| St Mirren       | 1 – 0 | Dunfermline Athletic |
| Stirling Albion | 0 – 6 | Motherwell           |

### Đấu lại
| Đội nhà      | Tỉ số | Đội khách |
| ------------ | ----- | --------- |
| Third Lanark | 0 – 4 | Celtic    |

## Bán kết
| Rangers | 3 – 1 | Motherwell |
| ------- | ----- | ---------- |
|         |       |            |

| St Mirren | 3 – 1 | Celtic |
| --------- | ----- | ------ |
|           |       |        |

## Chung kết
| Rangers        | 2 – 0           | St Mirren |
| -------------- | --------------- | --------- |
| Brand · Wilson | Report (Page 3) |           |

### Đội bóng
| RANGERS:               |                  |
|                        |                  |
| GK                     | Billy Ritchie    |
| RB                     | Bobby Shearer    |
| LB                     | Eric Caldow      |
| RH                     | Harold Davis     |
| CH                     | Ronnie McKinnon  |
| LH                     | Jim Baxter       |
| RW                     | Willie Henderson |
| IR                     | Ian McMillan     |
| CF                     | Jimmy Millar     |
| IL                     | Ralph Brand      |
| LW                     | Davie Wilson     |
| ’‘‘Huấn luyện viên:’’’ |                  |
| Scot Symon             |                  |

| ST MIRREN:             |                  |
|                        |                  |
| GK                     | Bobby Williamson |
| RB                     | Bobby Campbell   |
| LB                     | John Wilson      |
| RH                     | Rab Stewart      |
| CH                     | Jim Clunie       |
| LH                     | George McLean    |
| RW                     | Tommy Henderson  |
| IR                     | Tommy Bryceland  |
| CF                     | Don Kerrigan     |
| IL                     | Willie Fernie    |
| LW                     | Þór Beck         |
| ’‘‘Huấn luyện viên:’’’ |                  |
| Bobby Flavell          |                  |